# الدوري الإسباني الدرجة الثانية ب 2017–18
الدوري الإسباني الدرجة الثانية بي 2017–18 (بالإسبانية: Segunda División B de España 2017-18)‏ هو الموسم 41 من الدوري الإسباني الدرجة الثانية بي. أقيم بتاريخ 19 أغسطس 2017، وفاز فيه ريال مايوركا.